# Nathalie Demassieux
Nathalie Demassieux, née Nathalie Filatoff le 25 août 1884 à Savenkovo, oblast de Toula en Russie, et morte le 15 mai 1961 à Paris 13e, est une chimiste et une universitaire française spécialiste de chimie minérale. Elle est, après Irène Joliot-Curie et Pauline Ramart, la troisième femme à obtenir un poste de maîtresse de conférence dans une université française. Grâce au legs qu'elle laisse à la Faculté des sciences de Paris, le prix scientifique Nathalie Demassieux est décerné pendant de nombreuses années par la Chancellerie des universités de Paris.

## Biographie
Nathalie Demassieux naît le 25 août 1884 à Savenkovo, petit village de l'Oblast de Toula en Russie. Elle est la fille de Wladimir Filatoff un gentilhomme héréditaire russe et de Marine Guelariev, une franco-polonaise : son père est Polonais et sa mère Adeline Louvier de Balmont est française.
Nathalie Filatoff émigre en France en 1901 avec son frère Vsevolod Filatoff. Ils étudient ensemble pendant l’année scolaire 1902-1903 à l'École pratique des hautes études, section des sciences philologiques et historiques.
Nathalie Filatoff poursuit ses études à la Sorbonne, où elle obtient en 1909 le certificat d’études supérieures en minéralogie, en 1910 le certificat d’études supérieures en Mathématiques préparatoires (il y avait 3 femmes sur 47reçus), et en 1912 le certificat d’études supérieures de physique générale .
Elle se marie le 26 août 1909, avec Louis Demassieux, lui aussi chimiste. Son mari est tué le 24 août 1914 devant Noërs lors de la Bataille des Frontières.
De 1916 à 1919 Nathalie Demassieux est préparatrice auxiliaire de l’enseignement des certificats de chimie minérale et chimie appliquée. Devenue veuve de guerre, elle enseigne de 1919 à 1923 la chimie à l’école d’enseignement technique.

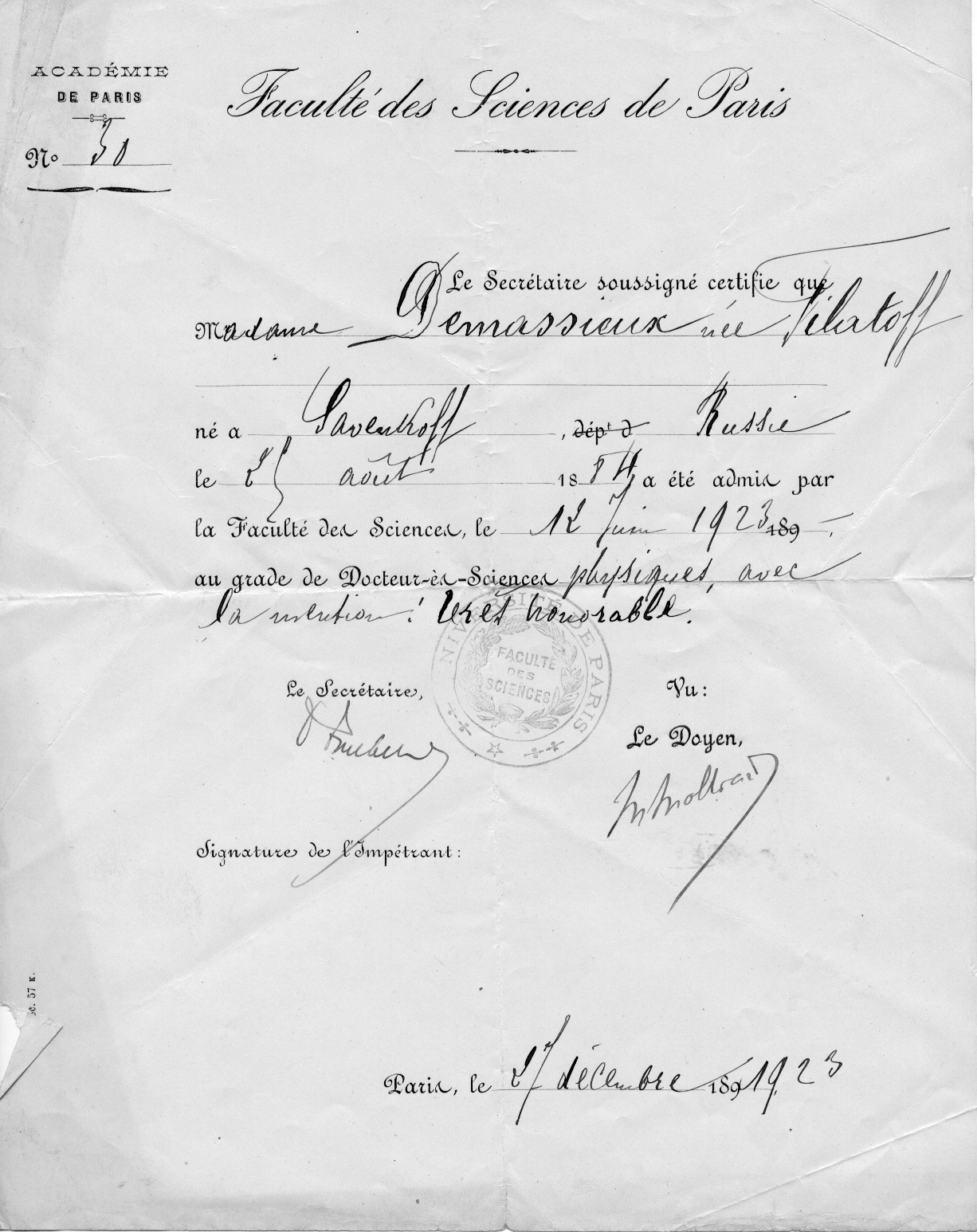
Doctorat soutenu le 12 juin 1923 par Nathalie Demassieux

Nathalie Demassieux débute avant la guerre une thèse sur Les équilibres entre les sels halogènes de plomb et les métaux alcalins, sous la direction de Léon Ouvrard, directeur du laboratoire d’enseignement pratique de chimie générale de l'université de Paris. Ayant dû abandonner ses expériences pendant la guerre, elle reprend son travail de thèse juste après. Elle devient assistante titulaire à la Sorbonne en 1920 et soutient sa thèse en 1923. Elle devient cette même année professeure déléguée de physique et de chimie à l’enseignement primaire supérieur de la ville de Paris. Elle est nommée Officière d’Académie en 1924.
Elle est placée en 1925 par le Comité consultatif de l’Enseignement supérieur sur « la liste d’aptitude » pour devenir maîtresse de conférences. Cette inscription d’une femme crée un précédent noté par la presse.
En 1928, elle est assistante de chimie à la Sorbonne quand l’Académie des sciences lui remet le prix Auguste Cahours, de 3 000 francs, « décerné à titre d’encouragement à des jeunes gens qui se sont déjà fait connaître par quelques travaux intéressants et plus particulièrement par des recherches sur la chimie », sur les équilibres entre le chlorure de plomb et divers autres chlorures.
Nathalie Demassieux obtient dès 1930 un poste maitresse de conférences à la faculté des sciences de l’université de Caen, devenant ainsi, après Irène Joliot-Curie et Pauline Ramart, la troisième femme à obtenir un poste de maîtresse de conférence à l'université française.
Elle mène des recherches tout au long de sa vie, dirige huit doctorats, publiant entre 1913 et 1959 plus de 30 articles et notes. Très attachée au laboratoire de la Sorbonne où elle passe une grande partie de sa vie, elle lègue une partie de ses biens à la Faculté des sciences de Paris en 1959. 
Soucieuse de vulgarisation et féministe, elle donne des conférences, telle celle sur Louis Pasteur faite en 1923 lors de l’assemblée générale de la Ligue pour le droit des femmes. Elle est membre de la Association pour le droit des femmes et de l'Association française pour l'avancement des sciences. Elle participe aussi au réseau Soroptimist France, réseau international de promotion des valeurs professionnelles féminines.
Nathalie Demassieux est décédée le 15 mai 1961 et repose au Cimetière du Père-Lachaise.

## Travaux
En 1913 et 1914 paraissent ses premières publications dans les comptes rendus de l’Académie des sciences. Ces publications portent sur l’équilibre entre le chlorure de plomb et les chlorhydrate d’ammoniac et chlorure d’ammonium.
Nathalie Demassieux débute avant la première guerre mondiale une thèse sur les équilibres entre les sels halogènes de plomb et les métaux alcalins dans le laboratoire de Léon Ouvrard. Après la mort de celui-ci durant le conflit, elle termine sa thèse sous la direction du professeur Henry Le Chatelier, détenteur de la chaire de Chimie Générale de la Sorbonne. Elle soutient le 12 juin 1923 à la Faculté des sciences de l’Université de Paris sa thèse de docteur ès sciences physiques. Le jury est composé de Georges Urbain pour la présidence, de Jean Perrin et Victor Auger pour les examinateurs.
En 1928-1929 elle collabore avec Jaroslav Heyrovský qui reçoit le prix Nobel de Chimie en 1959. En 1922, Jaroslav Heyrovsky avait découvert une méthode pour analyser l'occurrence et la teneur de diverses substances dans des solutions en utilisant des mesures électriques. Cette solution est analysée avec deux électrodes, dont l'une est une électrode à mercure à goutte. À une tension spécifique de différentes substances, les réactions redox entraînent une augmentation rapide du courant à un niveau dépendant de la concentration de la substance. Nathalie Demassieux publie deux articles avec lui.
Le premier doctorant qu'elle encadre, Jean Kranig, soutient en 1929 une thèse sur les complexes oxaliques et carboniques de cobalt trivalent. Elle dirige ensuite les recherches de doctorat de Léon Lortie, un chimiste canadien qui soutient en 1930 une thèse sur le cérium.
Entre 1930 et 1939 elle publie de nombreux articles sur les sels complexes halogénés du plomb, et la déshydratation des sulfates doubles associant le potassium et d'autres éléments chimiques comme le cuivre, nickel, cobalt, potassium ou le magnésium.
Elle s'intéresse aussi à la mise au point d'appareils, et réalise un appareil permettant l’étude des corps par les rayons X à hautes températures (de 25° à +500° au-dessus) et un autre aux basses températures (de -180° à 20°). Pendant la guerre de 1939-1945, elle se tourne vers des applications pratiques en déposant des brevets sur les pigments phosphorescents, sur les antigels (réalisation industrielle des extincteurs non congelables à -25°) et sur le désétamage du cuivre.
Après guerre, elle mène des analyses thermogravimétriques sur les sulfates et séléniates simples et doubles de cobalt et de potassium, rubidium et césium, nickel et potassium, rubidium et césium.

## Prix Nathalie Demassieux
Le legs de Nathalie Demassieux a été à l'origine de la création du Prix Nathalie Demassieux géré par la Chancellerie des universités de Paris. Transformé en prix Prix Thiessé de Rosemont / Demassieux en 2015, le prix Demassieux a cessé d'être décerné à partir de 2019, le leg contribuant désomais au financement des Prix de la Chancellerie.
Prix Nathalie Demassieux
- 1988 Brigitte Senut
- 1990 Elyès Jouini
- 1993 Anne Boutin
- 1997 Cécile Murat
- 1998 Ali Saïb
- 2004 Marianne Sakr Abi Fadel
- 2007 Suzy Surblé
- 2011 Elodie Sanfins
- 2012 Xavier Kubiak
- 2012 Pierre Gabriel
- 2013 Laure Dumaz

Prix Thiessé de Rosemont / Demassieux
- 2015 Sylvain Rideau-Kikuchi
- 2016 Peter Nahon
- 2017 Ludovic Levy Patey
- 2018 Margaret Bilu

## Publications
- Nathalie Demassieux, « Étude de l’équilibre entre le Chlorure de Plomb et le Chlorhydrate d’Ammoniac en solution aqueuse », C. R. Acad. Sc., vol. 156,‎ 1913, p. 892
- Nathalie Demassieux, « Étude de l’équilibre entre le Chlorure de Plomb et le Chlorure d’Ammonium en solution aqueuse », C. R. Acad. Sc., vol. 158,‎ 1914, p. 702
- Nathalie Demassieux, « Étude de l’équilibre entre l’Iodure et les Iodures de Potassium et d’Ammonium – entre le Chlorure et l’Iodure de Plomb et quelques Chlorures et Iodures alcalins en solution aqueuse », Ann. de Chimie, vol. 177,‎ 1923, p. 51
- Nathalie Demassieux, « Action de l’acide oxalique sur quelques sels solubles de Plomb », C. R. Acad. Sc., vol. 185,‎ 1927, p. 460
- Nathalie Demassieux et J. Heyrovsky, « Reduction of some complex salts at the dropping mercury cathode », Vestnik IV, Pragues,‎ 1928
- Nathalie Demassieux, « Action des carbonates alcalins sur le bromure, l'iodure et le nitrate de plomb, sur le Chlorure de Plomb, en solution aqueuse », C. R. Acad. Sc., vol. 189,‎ 1929, p. 333 et 428
- Nathalie Demassieux, « Action des oxalates alcalins sur les sels halogénés de Plomb », C. R. Acad. Sc., vol. 189,‎ 1929, p. 535
- Nathalie Demassieux et J. Heyrovsky, « Etude de quelques complexes par la méthode polarographique », Bull. Soc. Chimie, vol. 45-46,‎ 1929, p. 30
- Nathalie Demassieux, « Contribution à l’étude du chrome trivalent », Jour. Soc. Chim. Phys., vol. 26,‎ 1929, p. 219
- Nathalie Demassieux, « Sur quelques sels complexes de Plomb », Bull. Soc. Chimie,‎ 1929, p. 990
- Nathalie Demassieux et Victor Urbain, « Spectres d’absorption ultra-violets de l’acide chlorhydrique pur et du bronze », C. R. Acad. Sc., vol. 193,‎ 1931, p. 531
- Nathalie Demassieux, « Sur la reproduction de la laurionite et la préparation de l’oxybromure de plomb », C. R. Acad. Sc., vol. 196,‎ 1933, p. 1603
- Nathalie Demassieux et Edwin J. Grelis, « Sur quelques sels complexes halogénés du plomb », C. R. Acad. Sc., vol. 198,‎ 1934, p. 179
- Nathalie Demassieux et Louis Roger, « Sur un complexe formé par l’iodure de plomb et l’iodure de lithium en solution aqueuse », C. R. Acad. Sc., vol. 204,‎ 1937, p. 1818
- Nathalie Demassieux et Basile Federoff, « Sur la déshydratation du sulfate double de cuivre et de potassium, de cobalt et de potassium, de magnésium et de potassium », C. R. Acad. Sc., vol. 205, 206 et 208,‎ 1937, 1938 et 1939, p. 457, 1649 et 1581
- Nathalie Demassieux, « Contribution à l’étude des sulfates simples et double de la série magnésienne », Ann. de Chimie, vol. 16,‎ 1941
- Nathalie Demassieux, « Brevet FR910348A sur les pigments phosphorescents », Brevet,‎ 1945
- Nathalie Demassieux, « Brevet FR990165A sur les antigels pour des extincteurs non congelables à -25° », Brevet,‎ 1951
- Nathalie Demassieux, « Sur la déshydratation du séléniate double de nickel et de potassium », C. R. Acad. Sc., vol. 221,‎ 1945, p. 221
- Nathalie Demassieux et Colette Malard, « Étude thermogravimétrique des sulfates simples et doubles de cobalt et potassium, rubidium et césium..,de nickel et de potassium, rubidium et césium », C. R. Acad. Sc., vol. 245,‎ 1957, p. 1429-1432 et 1544-1546
- Nathalie Demassieux et Colette Malard, « Étude thermogravimétrique des séléniates simples et doubles de nickel et de potassium, rubidium et césium », C. R. Acad. Sc., vol. 248,‎ 1959, p. 805-807